# K.u.k. Ulanen

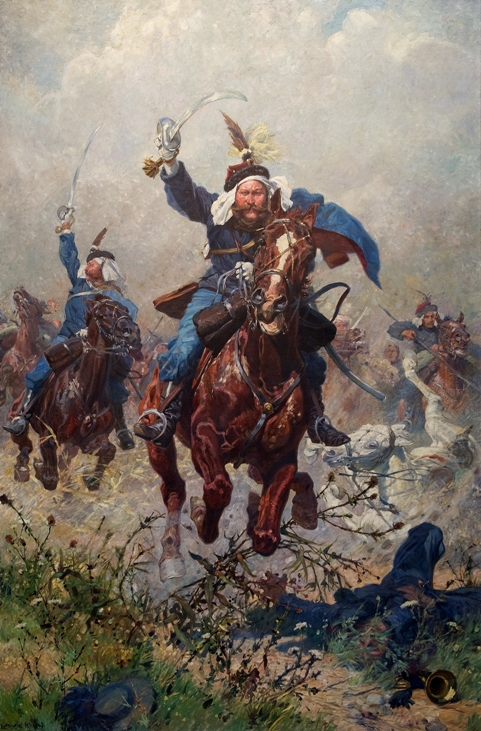
Oberst Maximilian Ritter von Rodakowski und das Ulanen-Regiment Nr. 13 in der Schlacht bei Custozza. (Gemälde von Ludwig Koch, 1908. Öl auf Leinwand, Heeresgeschichtliches Museum Wien)

Die k.u.k. Ulanen (bzw. k.k. Landwehr Ulanen) bildeten neben den Dragonern und Husaren zwischen 1867 und 1918 die Kavallerie der österreichisch-ungarischen Monarchie.

## Organisation
Die k.u.k. Armee verfügte vor dem Ersten Weltkrieg über 11 Ulanen-Regimenter, die k.k. Landwehr über sechs Ulanen-Regimenter. Traditionsgemäß rekrutierten sich die Ulanen zum größten Prozentsatz aus dem Königreich Galizien und Lodomerien. Die Regimenter waren, mit wenigen Ausnahmen, alle dort stationiert.
Die der 1914 gegründeten Polnischen Legion (polnisch: Legiony Polskie) zugehörige 1. und 2. Brigade verfügten ebenfalls über je 1 Ulanen-Regiment (1 puł LP (1 Pułk Ułanów Legionów Polskich), 2 puł LP). Die Polnische Legion war Teil der k.u.k. Armee, ab 1916 war sie dem deutschen Heer unterstellt und kämpfte an der Ostfront gegen die Truppen des Zaristischen Russlands.
Die k.u.k. Kavallerie-Regimenter bestanden 1914 aus je 2 Divisionen (Bataillonen) mit je 3 Eskadronen.

## Die k.u.k. Ulanen (11 Regimenter)
- K.u.k. Ulanenregiment „Ritter von Brudermann“ Nr. 1
- K.u.k. Ulanenregiment „Fürst zu Schwarzenberg“ Nr. 2
- K.u.k. Ulanenregiment „Erzherzog Carl“ Nr. 3
- K.u.k. Ulanenregiment „Kaiser“ Nr. 4
- K.u.k. Ulanenregiment „Nikolaus II. Kaiser von Rußland“ Nr. 5
- K.u.k. Ulanenregiment „Kaiser Joseph II.“ Nr. 6
- K.u.k. Ulanenregiment „Erzherzog Franz Ferdinand“ Nr. 7
- K.u.k. Ulanenregiment „Graf Auersperg“ Nr. 8
- K.u.k. Ulanenregiment „Alexander II. Kaiser von Rußland“ Nr. 11
- K.u.k. Ulanenregiment „Graf Huyn“ Nr. 12
- K.u.k. Ulanenregiment „von Böhm-Ermolli“ Nr. 13

Die Nummern 9 und 10 blieben durch Veränderungen im Zuge des österreichisch-ungarischen Ausgleichs frei. 1873 wurde das österreichische Ulanenregiment Nr. 9 in ein Dragonerregiment umgewandelt, das k.u.k. Dragonerregiment „Fürst von Liechtenstein“ Nr. 10. Das bisherige Dragoner-Regiment Nr. 10 war in ein Husarenregiment umgewandelt und die Nummer frei geworden. Das Ulanen-Regiment 10 wurde ebenfalls aufgelöst und in Ungarn als Husaren-Regiment Nr. 16 neu errichtet.

## k.k. Landwehr Ulanen
- Landwehr Ulanenregiment Nr. 1

Als Divisionskavallerie zugewiesen:
1.+2. Esk. der 11. Infanterie-Truppendivision
3.+4. Esk. der 30. Infanterie-Truppendivision
5.+6. Esk. der 43. Landwehr Infanterie-Division
Nationalitäten: 65 % Ruthenen – 30 % Polen – 5 % Verschiedene
Ergänzungsbezirk: Lemberg
Garnison: Lemberg
- Landwehr Ulanenregiment Nr. 2

Als Divisionskavallerie zugewiesen:
1.+2. Esk. der 26. Landwehr Infanterie-Division
3.+4. Esk. der 29. Infanterie-Truppendivision
5.+6. Esk. der 10. Infanterie-Truppendivision
Nationalitäten: 58 % Tschechen – 42 % Verschiedene
Ergänzungsbezirk: Leitmeritz
Garnison: Hohenmauth
- Landwehr Ulanenregiment Nr. 3

Als Divisionskavallerie zugewiesen:
1.+2. Esk. der 45. Landwehr Infanteriedivision
3.+4. Esk. der 24. Infanterie-Truppendivision
5.+6. Esk. der 2. Infanterie-Truppendivision
Nationalitäten: 69 % Polen – 26 % Ruthenen – 5 % Verschiedene
Ergänzungsbezirk: Przemyśl
Garnison: Rzeszów
- Landwehr Ulanenregiment Nr. 4

Als Divisionskavallerie zugewiesen:
1.+2. Esk. der 5. Infanterie-Truppendivision
3.+4. Esk. der 12. Infanterie-Truppendivision
5.+6. Esk. der 46. Landwehr Infanteriedivision
Nationalitäten: 85 % Polen – 15 % Verschiedene
Ergänzungsbezirk: Krakau
Garnison: Olmütz
- Landwehr Ulanenregiment Nr. 5

Als Divisionskavallerie zugewiesen:
1.+2. Esk. der 4. Infanterie-Truppendivision
3.+4. Esk. der 25. Infanterie-Truppendivision
5.+6. Esk. der 13. Landwehr Infanteriedivision
Nationalitäten: 97 % Deutsche – 3 % Verschiedene
Ergänzungsbezirk: Wien
Garnison: Stockerau
- Landwehr Ulanenregiment Nr. 6

Als Divisionskavallerie zugewiesen:
1.+2. Esk. der 3. Infanterie-Truppendivision
3.+4. Esk. der 8. Infanterie-Truppendivision
5.+6. Esk. der 44. Landwehr Infanteriedivision
Nationalitäten: 60 % Deutsche – 39 % Tschechen – 1 % Verschiedene
Ergänzungsbezirk: Prag
Garnison: Wels

## Uniform

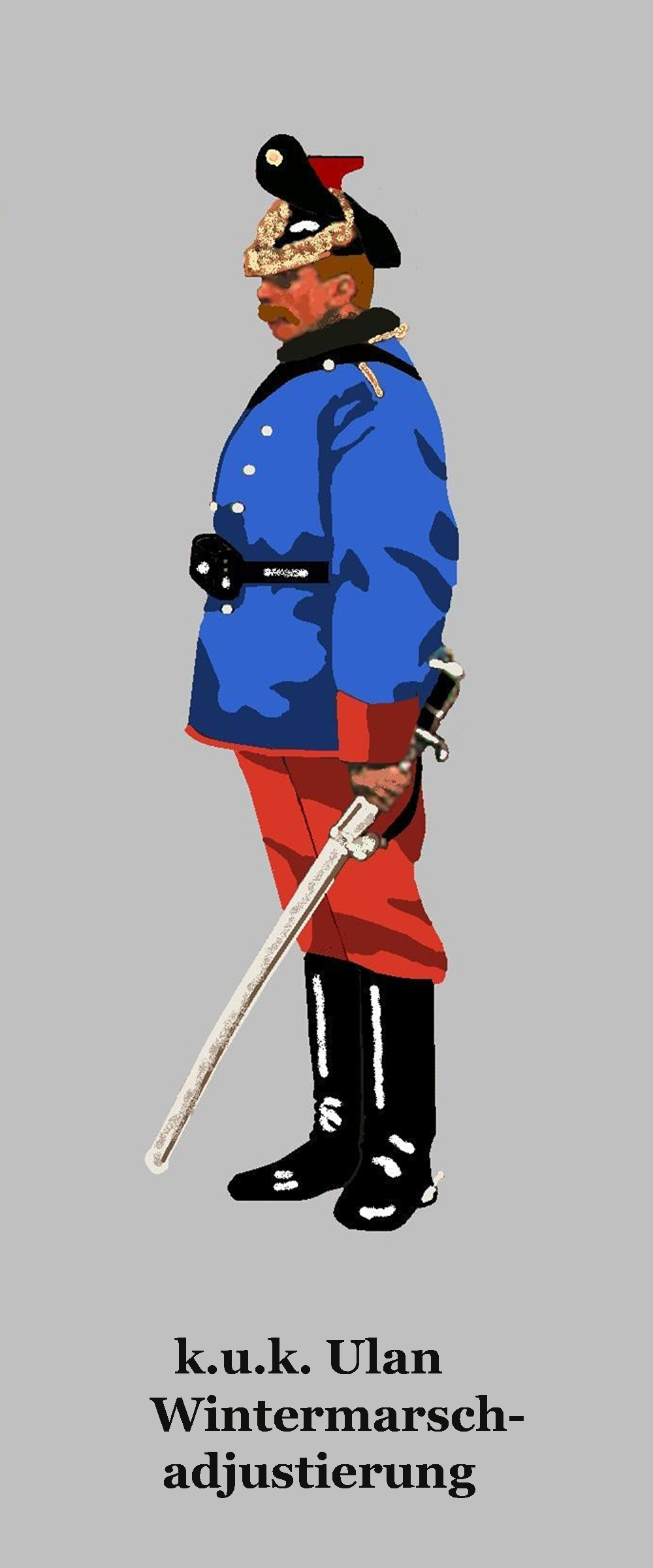
Ulan in Wintermarschadjustierung

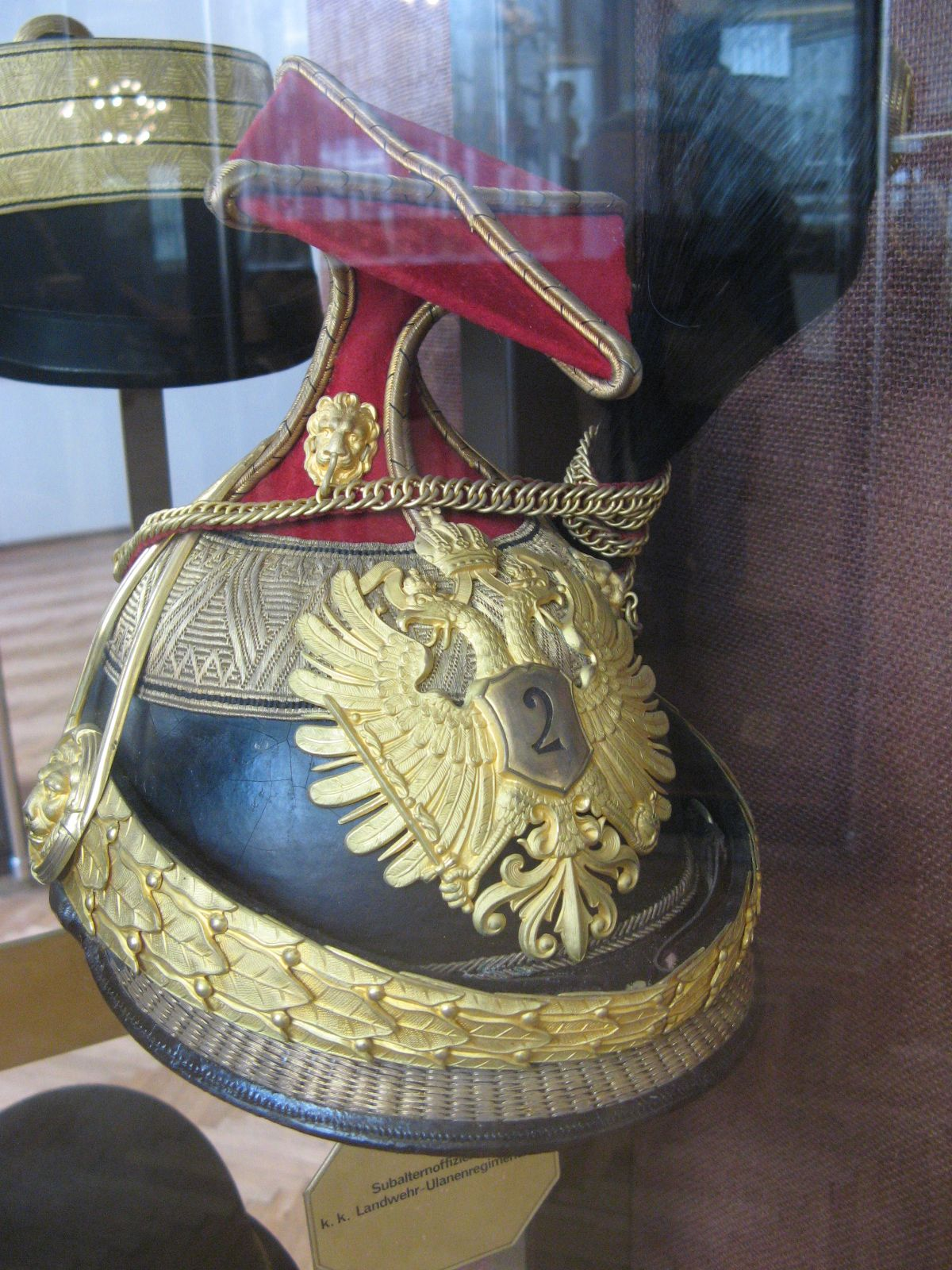
Tschapka eines Subalternoffiziers des k.k.Ulanenregiments Nr. 2

Die k.u.k. und die k.k. Ulanen waren vom Grundsatz her gleich adjustiert.
- Ulanka (Waffenrock)

Die Ulanka wurde aus Rocktuch hergestellt und hatte im Vorderteil zehn große Knöpfe, sog. Kompasseln. Die Nähte, welche die hinteren mit den vorderen Schößen verbanden waren mit je einer geschweiften Tuchpatte (jede mit drei Köpfen) besetzt.
Am Vorderteil waren im Bereich von Brust und Schoß jeweils zwei Taschen eingeschnitten. Die Ärmel waren mit sog. polnischen Aufschlägen in der krapproter Farbe versehen. Der Stehkragen war in Egalisierungsfarbe ausgeführt. Auf der linken Schulter befand sich eine Achselschlinge. Die Offiziersausführung war in den Schößen mit krapprotem Tibet gefüttert und hinten an der Taille mit bouillonartigen Fransen (Wasserfall) verziert.
Die Pelzulanka M 1907 war aus dem gleichen Stoff hergestellt und mit weißem Lammfell gefüttert, der Umlegekragen mit schwarzem Lammfell besetzt und mittels einer Halsspange und einer Mantelschlinge geschlossen.
- Tschapka

Als Kopfbedeckung diente sowohl zum normalen Dienst als auch zur Parade die Tschapka. Sie bestand aus einer Kappe mit Sonnenschirm, Schuppenband, den Seitenwänden (sog. Aufsatz), dem Deckel und dem Emblem mit Rosshaarbusch und Röschen.
Die Kappe war aus Terzenleder, in einem Stück gepresst, außen mit schwarzem Lackanstrich versehen und oben ca. 11 Zentimeter rund ausgeschnitten. Der untere Rand der Kappe war mit schwarzem Schafleder besetzt. Der Sonnenschirm war ebenfalls außen schwarz lackiert und bei den Mannschaften mit einer Tombakeinfassung ausgestattet. Die Seitenwände des Aufsatzes bestanden aus 4 Millimeter starken, wasserdichten Filzteilen in der Egalisierungsfarbe. Der oben offene Aufsatz wurde mit einem Deckel aus schwarz lackiertem Kalbsleder verschlossen. Am Deckel befestigt war eine horizontale Rosshaarbuschhülse, welche in der Mitte der vorderen, linken Deckelkante mündete. Das Schuppenband wie bei dem Dragonerhelm. Vorne war ein Emblem in Gestalt eines Doppeladlers befestigt. Es hatte ein glattes Brustschild mit der Regimentsnummer. Der Rosshaarbusch bestand aus schwarzen (bei Trompetern rote) Rosshaaren von 26 Zentimetern Länge. Der Busch wurde von einer hölzernen Scheibe zusammengehalten, auf der sich eine messingene Rosette von 3,5 Zentimeter Durchmesser und dem Allerhöchsten Namenszug FJI in durchbrochener Schrift befand. An der Rückseite der Scheibe war eine Schlinge aus Eisendraht befestigt, welche in die Haarbuschhülse eingeschoben werden konnte. Mit Hilfe eines Kettchens aus Tombak wurde der Haarbusch an der linken Seite der Tschapka zusammengehalten. Die Unteroffizierstinktionen waren, ähnlich dem Husarentschako, an den Seitenwänden der Tschapka angebracht. Die Unteroffizierstschapka wies zusätzlich an den Verbindungsstellen des Tuchüberzuges und längs der Diagonalen des Deckels eine Verzierung von schwarzgelb melierten Schnüren auf.
Die Offizierstschapka glich in der Form jener der Mannschaften. Allerdings war der Deckel mit Tuch in der Egalisierungsfarbe bezogen. An den Verbindungsnähten des Aufsatzes und um den Rand des Deckels verlief ein Besatz aus 7 Millimeter breiter goldener, schwarz gezeichneter Schnur. Der Sonnenschirm war entlang des vorderen Randes mit einem 1 Zentimeter breiten Goldstreifen besetzt. Der Fuß des Aufsatzes war von einer mattgoldenen, schwarz durchbrochenen Kette verdeckt, der Schirmansatz an der Kappe mit einer doppelten schwarzgelben Kordel. Distinktionsborten wie beim Husarentschako. Zum Festhalten des Russhaarbusches diente ein Panzerkettchen mit drei goldmetallenen (beim 2. Regiment in Silber) Löwenköpfen. Die Rosette des Haarbusches bestand aus Goldbouillons mit den Initialen FJI im schwarzsamtenen Mittelteil.
- Feldkappe

Die Feldkappe wurde zur Arbeit und dem leichten Dienst getragen. Sie bestand aus krapprotem Tuch und war nach dem Muster der Infanterie gefertigt, mit der Ausnahme, dass der Sonnenschirm aus doppelt gelegtem Tuch in der Farbe der Kappe war. Offiziere trugen die Feldkappe der Infanterieoffiziere.
- Stiefelhose

Die Stiefelhose war, wie bei der gesamten Kavallerie, von krapproter Farbe. Im Gesäß weit geschnitten, lagen die Waden eng an. In den vorderen Schenkelteilen war je eine schräge Tasche eingelassen. Die Hose konnte (die 2. Hose oder Gebrauchshose musste) auf der Sitzfläche mit gleichfarbigem Hosenstoff verstärkt werden.
Offiziere durften Salonhosen aus feinem, blaugrauem Tuch mit krapproten Passepoils – in Schnitt und Form wie die Pantalons der Infanterieoffiziere – tragen. Die Trageerlaubnis bezog sich nur auf den Kanzleidienst und die dienstfreie Zeit.
- Stiefel

„Etatsmäßige“ (standardisierte) Kavalleriestiefel, wie sie von allen Berittenen, ausgenommen den Husaren, getragen wurden.

### Egalisierung der k.u.k. Regimenter
| Regiment | Knopffarbe | Tschapkaüberzug |
| -------- | ---------- | --------------- |
| 1        | gelb       | kaisergelb      |
| 2        | gelb       | dunkelgrün      |
| 3        | gelb       | krapprot        |
| 4        | gelb       | weiß            |
| 5        | gelb       | lichtblau       |
| 6        | weiß       | kaisergelb      |
| 7        | weiß       | dunkelgrün      |
| 8        | weiß       | krapprot        |
| 11       | weiß       | kirschrot       |
| 12       | gelb       | dunkelblau      |
| 13       | weiß       | dunkelblau      |

Die k.k. Landwehr Ulanen trugen die gleiche Uniform, jedoch alle einen krapproten Tschapkabezug. Untereinander waren sie nur an der Nummer am Tschako und an der Nummer auf den (einheitlich) weißen Knöpfen zu unterscheiden.

### Adjustierung

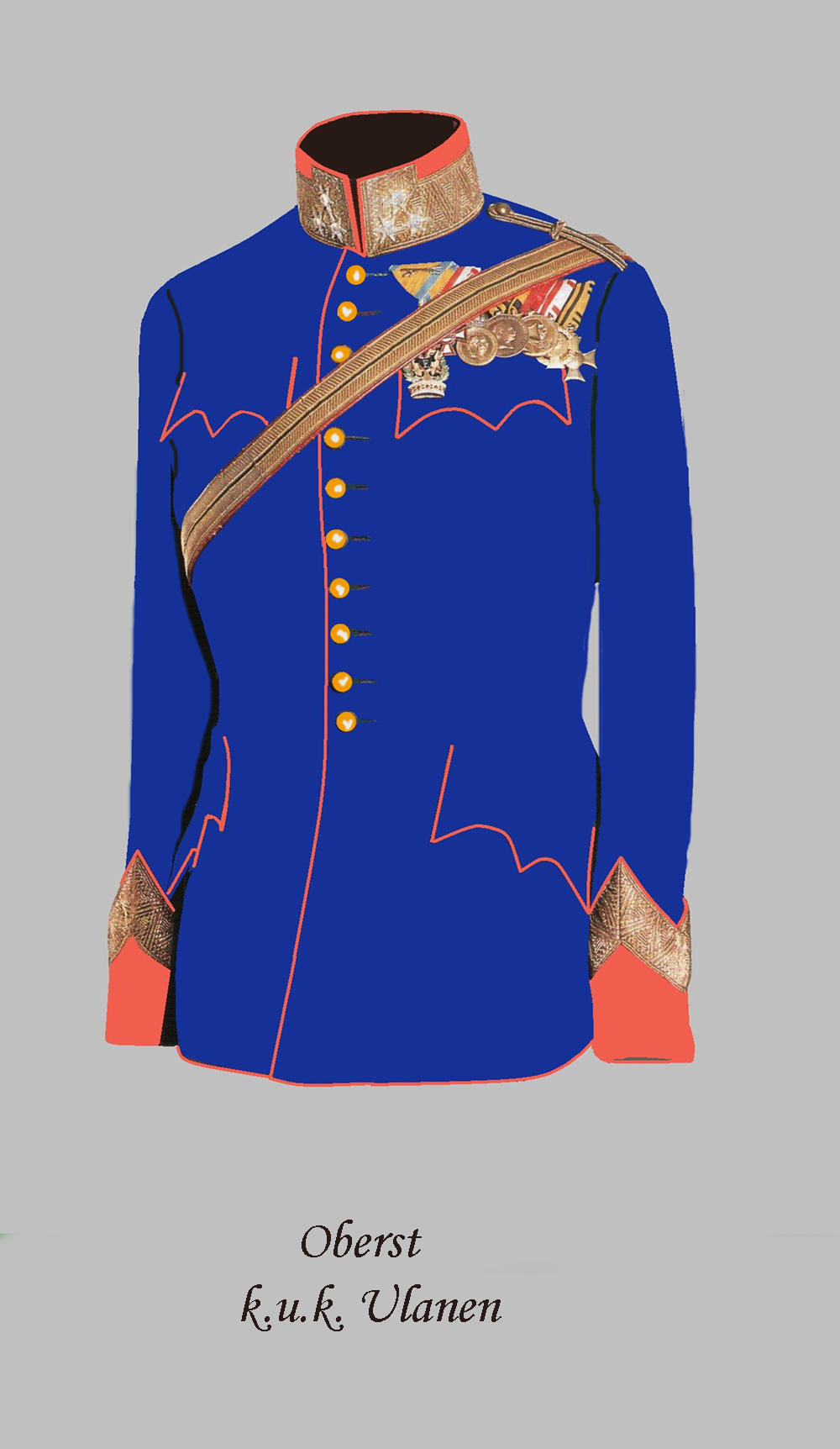
Paradewaffenrock Ulanenoberst

- Paradeadjustierung für Offiziere

Zu Pferde hatte der Ulanenoffizier mit der Tschapka, im Sommer mit der Ulanka und der umgehängten (im Winter angezogenen) Pelzulanka, den krapproten Stiefelhosen und den Kavalleriestiefeln zu erscheinen. Es musste die Kartusche und alle Dekorationen, die Großkreuze jedoch ohne Bänder angelegt werden. Bewaffnung nach Vorschrift.
Zu Fuß wie oben beschrieben, jedoch durften die Pelzbekleidungsstücke nie umgehängt getragen werden.
- Paradeadjustierung für Unteroffiziere und Mannschaften

Zu Pferde hatte der Ulan vollständig mit Tschapka und der angezogenen Ulanka allein, oder zugleich mit umgehängter Pelzulanka ausgerüstet zu sein. Die Feldgeräte wurden nicht mitgeführt. Der Mantel hatte im Sommer nur bei zweifelhaftem Wetter mitgenommen zu werden, jedoch immer bei Regen. Das Pferd war den Bestimmungen entsprechen gesattelt und gezäumt, Packtornister und Menageschale wurden nicht mitgeführt. Zu Fuß galten die gleichen Bestimmungen. Bewaffnung mit dem Säbel.
- Marschadjustierung für Offiziere

Die Pelzaulanka wurden auf jeden Fall – angezogen oder umgehängt – mitgeführt. der Mantel wurde stets, so nicht getragen, auf den Sattel gechnallt. Sollte es im Sommer regnen, so konnte der Mantel gegen die Ulanka, die dann anstelle des Mantels auf den Sattel geschnallt werden musste, ausgetauscht werden. Zusätzliche Bewaffnung war der Revolver samt Tasche. Eine Kartentasche aus schwarzbraunem Leder und ein Feldstecher konnten mitgeführt werden.
- Marschadjustierung für Unteroffiziere und Mannschaften

Analog zu der der Offiziere, jedoch ohne die gesonderten Ausrüstungsstücke. Bewaffnung gemäß den Vorschriften.

## Anmerkungen

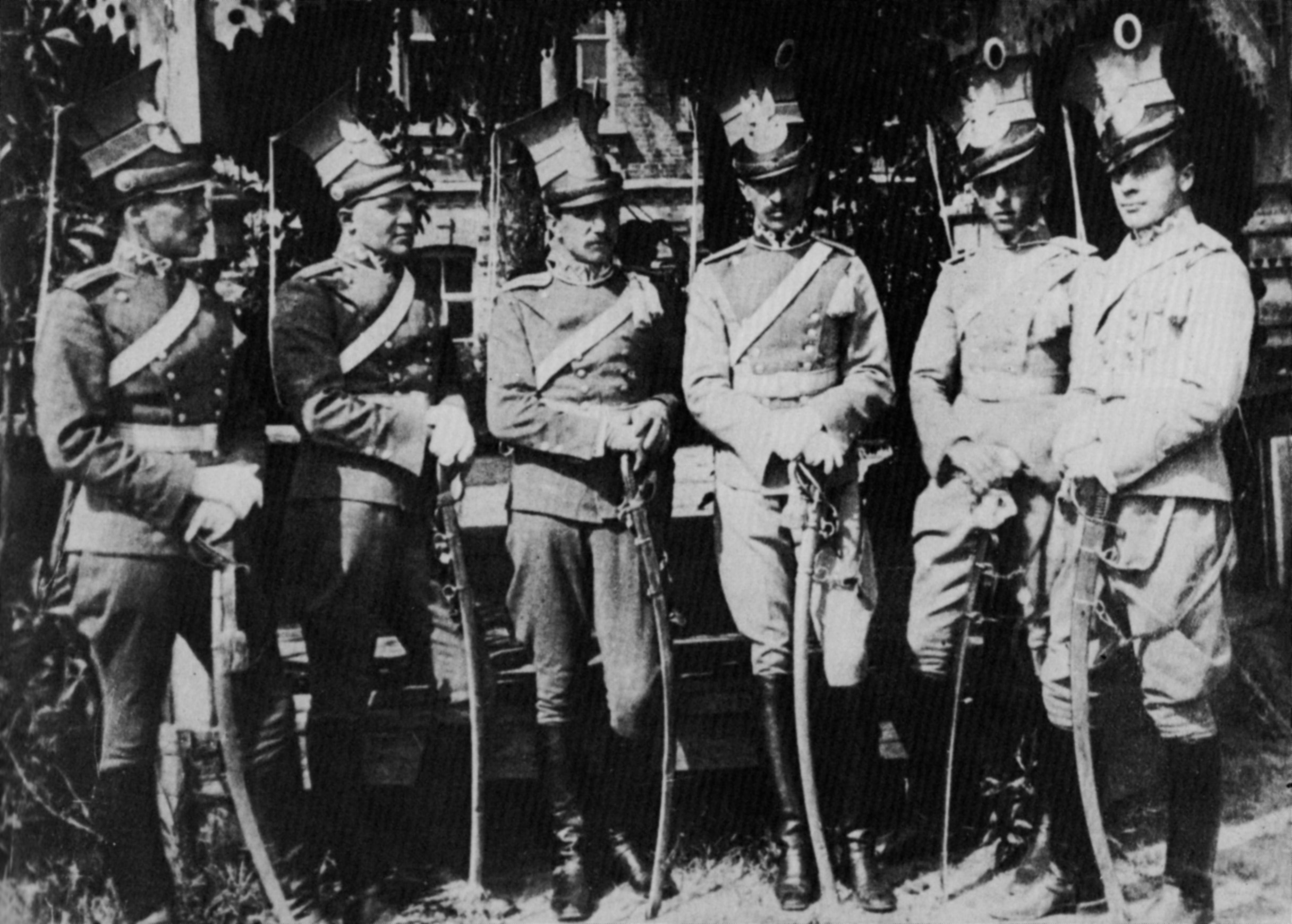
Ulanen der Polnischen Legion

## Bewaffnung
- Schusswaffen

Standardmäßig waren alle Kavallerieregimenter mit dem Mannlicher Repetierkarabiner M 1890 mit Geradezug-Kolbenverschluss und Kastenmagazin für fünf Patronen im Mittelschaft ausgestattet. Diese Waffe führten die vier rangjüngsten Korporale, die berittenen und unberittenen Ulanen, Patrouilleführer und Fahrsoldaten – ausgenommen die Mannschaft der Stabskavallerie und der Telegraphenpatrouille. Offiziere führten den Offiziersrevolver, Mannschaften und Unteroffiziere, denen kein Gewehr zugewiesen war, trugen den Gasser Armeerevolver M 1870/74. Dieser war in einer, aus braunem Oberleder gefertigten Revolvertasche mit Tragriemen untergebracht. In der Regel mit keiner Schusswaffe waren die Sanitätsgehilfen, die Bandagenträger, die Fleischhauer, die Rechnungshilfsarbeiter, die Kurschmiede, die Büchsenmacher und die Eskadronsriemer ausgerüstet.
- Blankwaffen

Als Säbel wurde der Kavalleriesäbel M 1869 verwendet. Der Offizierssäbel glich jenem der Mannschaften, jedoch war der Griff mit versilbertem Draht abgebunden, der Korb durchbrochen, verziert und poliert. Vorgeschrieben war der Kavalleriesäbel für alle Offiziere, Unteroffiziere und Mannschaften mit Ausnahme der Sanitätsgehilfen, der Fleischhauer und Fahrsoldaten, diese trugen den Pioniersäbel. Der Patronentaschenleibriemen war aus braunem Oberleder gefertigt und wies eine Länge von 110 Zentimetern und eine Breite von 5,3 Zentimetern auf. Am Schnallenende hatte er eine Verbreiterung, die als Unterlage für die verzinnte Rollenschnalle diente. Das offene Ende verjüngte sich und wies 5 Dornlöcher auf. Dieser Leibriemen wurde nur von den mit Revolvern bewaffneten Mannschaften verwendet. Wegen der Patronentaschen wurde der Riemen so um den Leib geschnallt, dass die Schließe hinter die linke Hüfte zu liegen kam. Für die mit Karabinern ausgerüsteten Reiter hatte der Leibriemen eine zusätzlich Strupfe, die dazu diente diese Waffe am Körper zu fixieren.
Die für Ulanen eigentlich typischen Lanzen waren bereits 1884 bei der gesamten Mannschaft abgeschafft worden.
- Portepee

Das Portepee der Kavallerieoffiziere glich jenem der der Offiziere der Infanterie, hatte jedoch zusätzlich eine Schubschleife und wurde auf die gleiche Art wie bei den Unteroffizieren am Säbel befestigt.
Die Unteroffiziere trugen an den Säbel Portepees aus kaisergelb-schwarzer Schafwolle, Kadetten solche von Seide.
Die Mannschaften führten anstelle der Portepees Säbelhandriemen aus rotem, juchtenartigem Leder, bestehen aus dem Handriemen samt Quaste und den beiden Flechtringen.